# Colegiul Arab din Ierusalim
Colegiul Arab din Ierusalim a fost o instituție de învățământ secundar superior din Palestina Mandatară britanică. Colegiul Arab a funcționat între 1918 și 1948, fiind închis după izbucnirea războiului arabo-israelian. 
Colegiul a fost înființat după ce administrația britanică a demarat un proces educațional în fosta provincie otomană. Acest proces prevedea înființarea de școli primare în principalele orașe ale Palestinei și o școală secundară tutelară în Ierusalim, Colegiul Guvernamental Arab. Scopul principal al colegiului arab era pregătirea învățătorilor pentru școlile primare care au început să fie înființate gradual și în orașele mici și la sate. Pentru o vreme, directorul colegiului a fost influentul Ahmad Samih Khalidi, tatăl lui Walid Khalidi și Tarif Khalidi. În momentul desființării sale, Colegiul Arab devenise cea mai prestigioasă școală pentru elevii arabi din Palestina. 
Timp de câțiva ani după încheierea războiului, clădirile colegiului au fost folosite drept cartier general în regiune al Națiunilor Unite.

## Absolvenți notabili
- Ihsan Abbas
- Haidar Abdel-Shafi
- Halil-Salim Jabara
- Ismail Khalidi
- Salem Hanna Khamis
- Abdullah Rimawi
- Hasib Sabbagh
- Abd el-Aziz el-Zoubi
- Mahmud Samra
- Said Saffarini